# Кай Маккензі-Лайл
Кай Джон Олівер М. Маккензі-Лайл (англ. Kai John Oliver M. McKenzie-Lyle, нар. 30 January 1997, Лондон) — гаянський футболіст, воротар клубу «Ліверпуль». Виступав, зокрема, за клуби «Барнет», «Сент-Івс Таун» та «Гейс енд Їдінг Юнайтед», а також національну збірну Гаяни.

## Клубна кар'єра
Народився 30 листопада 1997 року в місті Лондон. До складу дитячо-юнацької академії «Тоттенгем Готспур» приєднався у 10-річному віці, а в 14 років перебрався в молодіжну академію «Барнета». Згодом потрапив до команди U-18. Вперше потрапив на лаву для запасних до головної команди в жовтні 2014 року. Дебютував за головну команду «Барнета» 12 вересня 2015 року в програному (1:3) виїзному поєдинку проти «Портсмута». Кай вийшов на поле замість Джона Акінде, оскільки основний воротар команди Джеймі Стівенс отримав червону картку. У серпні 2017 року відправився в оренду до «Сент-Івс Таун». У грудні 2017 року знову був орендований, цього разу «Гейс енд Їдінг Юнайтед». У липні 2018 року побував на перегляді в «Ліверпулі», за підсумками якого наступного місяця уклав договір з «червоними».

## Виступи за збірну
2016 року дебютував в офіційних матчах у складі національної збірної Гаяни.
Маккензі-Лайл був викликаний до національної збірної Гаяни на матчі 3-о кваліфікаційного раунду Карибського кубку 2017,, після того, як попередив Джека Торпа, розробника гри «Football Manager» про свої плани. Дебютував на міжнародному рівні досить незвично, відзначився влучним ударом головою на 120-й хвилині програного (2:3) поєдинку проти Суринаму. А в наступному поєдинку, проти Ямайки, відбив пенальті.
Рахунок та результат збірної Гаяни в таблиці подано на першому місці.
| №. | Дата          | Місце                                        | Суперник | Рахунок | Результат | Змагання                               |
| -- | ------------- | -------------------------------------------- | -------- | ------- | --------- | -------------------------------------- |
| 1. | 8 жовтня 2016 | Андре Кампервен Стадіон, Парамарибо, Суринам | Суринам  | 2–3     | 2–3       | кваліфікація Кубку Карибського ФС 2017 |

## Особисте життя
Молодший брат, Ренделл, також футбольний воротар, вихованець молодіжної академії «Барнета».

## Статистика виступів

### Клубна
Станом на 13 жовтня 2018
| Клуб                              | Сезон              | Ліга                            | Ліга  | Ліга | Кубок Англії | Кубок Англії | Кубок Ліги | Кубок Ліги | Інші  | Інші | Загалом | Загалом |
| Клуб                              | Сезон              | Дивізіон                        | Матчі | Голи | Матчі        | Голи         | Матчі      | Голи       | Матчі | Голи | Матчі   | Голи    |
| --------------------------------- | ------------------ | ------------------------------- | ----- | ---- | ------------ | ------------ | ---------- | ---------- | ----- | ---- | ------- | ------- |
| «Барнет»                          | 2015–16            | Друга ліга                      | 1     | 0    | 0            | 0            | 0          | 0          | 0     | 0    | 1       | 0       |
| «Барнет»                          | 2016–17            | Друга ліга                      | 0     | 0    | 0            | 0            | 0          | 0          | 0     | 0    | 0       | 0       |
| «Барнет»                          | 2017–18            | Друга ліга                      | 0     | 0    | 0            | 0            | 0          | 0          | 0     | 0    | 0       | 0       |
| «Барнет»                          | Усього за «Барнет» | Усього за «Барнет»              | 1     | 0    | 0            | 0            | 0          | 0          | 0     | 0    | 1       | 0       |
| «Чоксфостерс» (оренда)            | 2015–16            | Прем'єр-дивізіон ССМЛ           | 4     | 0    | 0            | 0            | 0          | 0          | 0     | 0    | 4       | 0       |
| «Сент-Івс Таун» (оренда)          | 2017–18            | Прем'єр-дивізіон Південної ліги | 3     | 0    | 0            | 0            | 0          | 0          | 0     | 0    | 3       | 0       |
| «Гейс-енд-Їдінг Юнайтед» (оренда) | 2017–18            | Перший дивізіон Південної ліги  | 4     | 0    | 0            | 0            | 0          | 0          | 0     | 0    | 4       | 0       |
| «Ліверпуль»                       | 2018–19            | Прем'єр-ліга                    | 0     | 0    | 0            | 0            | 0          | 0          | 0     | 0    | 0       | 0       |
| Усього за кар'єру                 | Усього за кар'єру  | Усього за кар'єру               | 12    | 0    | 0            | 0            | 0          | 0          | 0     | 0    | 12      | 0       |

### У збірній
| Національна збірна | Рік     | Матчі | Голи |
| ------------------ | ------- | ----- | ---- |
| Гаяна              |         |       |      |
| 2016               | 2       | 1     |      |
| 2017               | 0       | 0     |      |
| 2018               | 3       | 0     |      |
| Загалом            | Загалом | 5     | 1    |